# Didem Balçın
Didem Balçın Aydın (nacida el 18 de mayo de 1982 en Ankara ) es una actriz turca .
Su padre es de Kilis y su madre es de origen albanés. Se graduó de la Universidad de Ankara, Facultad de Lengua, Historia y Geografía, Departamento de Teatro, Departamento de Actuación. Después de graduarse, vino a Estambul y participó en varias series de televisión y comerciales. Participó por primera vez en la obra "Donde cae el fuego" en el Teatro Levent Kırca. En 2009, fundó su propio teatro con Nergis Öztürk. Compartió el premio Lions a la Mejor Actriz de Comedia con su pareja por su obra de comedia "Two People Who Made It". La exitosa actriz, que participó en muchas obras de teatro en los años siguientes, fundó Doda Art Education Consultancy Production Company con su hermana mayor Özlem Kunduracı en 2011.
Además, su padre trabaja en TRT Radio y su madre, Nur Balçın, representó a Turquía en un concurso de belleza hecho por Japón en 1975.

## Filmografía
| Cine            |                                    |                 |                        |
| Año             | Película                           | Rol             | Nota                   |
| 2007            | Hayattan Korkma                    | Tuğba           |                        |
| 2009            | Başka Dilde Aşk                    | Leyla           |                        |
| 2010            | Çakallarla Dans                    | Fatma           |                        |
| 2010            | Çıkış Noktası                      | Nil             |                        |
| 2012            | Açlığa Doymak                      | Burcu           | Principal              |
| 2012            | Göl Zamanı                         | Şahika          | Principal              |
| 2012            | Çakallarla Dans 2: Hastasıyız Dede | Fatma           |                        |
| 2013            | I II III IV                        | Ebru            |                        |
| 2014            | Gulyabani                          | Yasemin         | Principal              |
| 2014            | Çakallarla Dans 3: Sıfır Sıkıntı   | Fatma           |                        |
| 2014            | Oflu Hoca'nın Şifresi              | Asiye           |                        |
| 2016            | Çakallarla Dans 4                  | Fatma           |                        |
| 2018            | Çakallarla Dans 5                  | Fatma           |                        |
| Televisión      |                                    |                 |                        |
| Año             | Serie                              | Rol             | Nota                   |
| 2003            | Gurbet Kadını                      | Gülnaz          |                        |
| 2003            | Serseri Aşıklar                    | Yeliz           |                        |
| 2005            | Rüzgarlı Bahçe                     | Menekşe         |                        |
| 2006            | 29-30                              | Bilge           |                        |
| 2006            | Gözyaşı Çetesi                     | Mine            |                        |
| 2007            | Gurbet Yolcuları                   | Seher           |                        |
| 2007            | Sevgili Dünürüm                    | Didem           |                        |
| 2009            | Kasaba                             | Iraz            |                        |
| 2009            | Olacak O Kadar                     | Sunucu          |                        |
| 2010            | Gönülçelen                         | Didem           |                        |
| 2010            | Kadınları Anlama Kılavuzu          | Özge            |                        |
| 2011            | Farklı Desenler                    | Duygu           | Voz en Off             |
| 2011            | Firar                              | Gönül           |                        |
| 2014-2018, 2019 | Diriliş Ertuğrul                   | Selcan Hatun    | Principal              |
| 2017            | Ölene Kadar                        | Şahika Yoranel  | Secundario             |
| 2017-2018       | Yalaza                             | Alev Yanardağ   | Principal              |
| 2018            | Meleklerin Aşkı                    | Melike Çekilmez | Principal              |
| 2019-günümüz    | Kuruluş Osman                      | Selcan Hatun    | Principal              |
| Teatro          |                                    |                 |                        |
| Año             | Nombre                             | Rol             | Nota                   |
| 2002            | Bernarda Alba'nın Evi              |                 | Okul Oyunu             |
| 2003            | Ay Carmela                         |                 | Mezuniyet Terzi        |
| 2003            | Kafkas Tebeşir Dairesi             |                 | Okul Oyunu             |
| 2005-2007       | Ateşin Düştüğü Yer                 |                 | Levent Kırca Tiyatrosu |
| 2007            | Gereği Düşünüldü                   |                 | Levent Kırca Tiyatrosu |
| 2014            | Parkta Güzel Bir Gün               |                 | Moda Sahnesi           |
| 2016            | En Kısa Gecenin Rüyası             |                 | Moda Sahnesi           |
| 2021            | Deli Bayramı                       |                 | DasDas                 |